# Félix Lemaréchal
Félix Lemaréchal (Tours, 7 agosto 2003) è un calciatore francese, centrocampista dello Strasburgo.

## Carriera

### Club
Cresciuto nel settore giovanile del Monaco, debutta in prima squadra il 16 ottobre 2021, in occasione dell'incontro di Ligue 1 perso per 2-0 contro l'Olympique Lione. Il 31 gennaio 2023 viene ceduto in prestito al Brest fino al termine della stagione.

### Nazionale
Ha giocato nelle nazionali giovanili francesi Under-16 ed Under-17.

## Statistiche

### Presenze e reti nei club
Statistiche aggiornate al 30 novembre 2024.
| Stagione        | Squadra         | Campionato      | Campionato | Campionato | Coppe nazionali | Coppe nazionali | Coppe nazionali | Coppe continentali | Coppe continentali | Coppe continentali | Altre coppe | Altre coppe | Altre coppe | Totale | Totale |
| Stagione        | Squadra         | Comp            | Pres       | Reti       | Comp            | Pres            | Reti            | Comp               | Pres               | Reti               | Comp        | Pres        | Reti        | Pres   | Reti   |
| --------------- | --------------- | --------------- | ---------- | ---------- | --------------- | --------------- | --------------- | ------------------ | ------------------ | ------------------ | ----------- | ----------- | ----------- | ------ | ------ |
| 2021-2022       | Monaco 2        | N2              | 20         | 2          | -               | -               | -               | -                  | -                  | -                  | -           | -           | -           | 20     | 2      |
| 2021-2022       | Monaco          | L1              | 1          | 0          | CF              | 1               | 0               | UCL+UEL            | 0                  | 0                  | -           | -           | -           | 2      | 0      |
| 2022-gen. 2023  | Monaco          | L1              | 0          | 0          | CF              | 0               | 0               | UCL+UEL            | 0                  | 0                  | -           | -           | -           | 0      | 0      |
| Totale Monaco   | Totale Monaco   | Totale Monaco   | 1          | 0          |                 | 1               | 0               |                    | 0                  | 0                  |             | -           | -           | 2      | 0      |
| gen.-giu. 2023  | Brest           | L1              | 13         | 0          | CF              | -               | -               | -                  | -                  | -                  | -           | -           | -           | 13     | 0      |
| 2023-2024       | Cercle Bruges   | D1              | 21+10      | 0+2        | CB              | 1               | 0               | -                  | -                  | -                  | -           | -           | -           | 32     | 2      |
| 2024-2025       | Strasburgo 2    | N3              | 2          | 0          | -               | -               | -               | -                  | -                  | -                  | -           | -           | -           | 2      | 0      |
| 2024-2025       | Strasburgo      | L1              | 8          | 0          | CF              | -               | -               | -                  | -                  | -                  | -           | -           | -           | 8      | 0      |
| Totale carriera | Totale carriera | Totale carriera | 75         | 4          |                 | 2               | 0               |                    | 0                  | 0                  |             | -           | -           | 77     | 4      |